# Patrick Facchini
Pour les articles homonymes, voir Facchini.
Patrick Facchini né le 28 janvier 1988 à Trente, est un coureur cycliste italien évoluant notamment dans l'équipe Androni Giocattoli-Venezuela de 2013 à 2014.

## Biographie
Dans la catégorie U23/Elite de 2007 à 2012, il remporte 10 victoires. 2012 est l'année qui lui donne plus de satisfaction, avec l'équipe Casati MI-Impianti. Il obtient huit victoires. Grâce à ces résultats, il obtient un contrat professionnel avec l'équipe Androni Giocattoli-Venezuela pour la saison 2013.
Le 5 juin 2014, lors du Tour de Belgique, Patrick Facchini obtient un résultat d'analyse anormal au tuaminoheptane et est donc suspendu pour dix mois. Son contrat avec Androni Giocattoli est rompu.
Il se reconvertit ensuite dans les sports de montagne en ski-alpinisme et en skyrunning et se découvre un talent pour la discipline du kilomètre vertical,.
Il confirme ses bonnes performances en remportant la médaille d'argent aux championnats d'Italie de kilomètre vertical en 2016, puis en s'imposant l'année suivante au Vertical Nasego. Le 13 octobre 2017, il effectue une excellente course sur le Vertical Grèste de la Mughéra, seulement battu par Philip Götsch. L'épreuve comptant pour les championnats d'Europe de skyrunning, il décroche la médaille d'argent.
Il décroche un nouveau titre national en s'imposant sur le parcours très raide de la This Is Vertical Race, comptant comme épreuve de kilomètre vertical pour le championnats italiens de skyrunning.

## Palmarès en cyclisme
- 2009
  - 1re étape du Girobio
  - Trofeo Rosalpina
- 2011
  - Mémorial Gerry Gasparotto
  - 2e du Trofeo Gianfranco Bianchin
- 2012
  - Trofeo Zssdi
  - Trofeo Franco Balestra
  - Cronoscalata Gardone Val Trompia-Prati di Caregno
  - Freccia dei Vini
  - Cronoscalata Cornino-Monte Prat
  - Trophée Rigoberto Lamonica
  - Mémorial Pigoni Coli
  - 2e étape du Giro delle Valli Cuneesi
  - 2e de Cirié-Pian della Mussa

### Classements mondiaux
| Année           | 2009 | 2010 | 2011 | 2012 | 2013 |
| --------------- | ---- | ---- | ---- | ---- | ---- |
| UCI Europe Tour | 438e | 648e | 412e | 177e | 672e |

## Palmarès en kilomètre vertical
| no  | masculin           | Course                                                   | Longueur | Départ            | Temps       |
| --- | ------------------ | -------------------------------------------------------- | -------- | ----------------- | ----------- |
| 2e  | Médaille d'argent  | Vertical Nasego                                          | 4,2 km   | 14 mai 2016       | 36 min 6 s  |
| 3e  | Médaille de bronze | Vertical Grèste de la Mughéra                            | 3,08 km  | 14 octobre 2016   | 43 min 47 s |
| 1re | Médaille d'or      | Vertical Nasego                                          | 4,2 km   | 29 avril 2017     | 35 min 31 s |
| 2e  | Médaille d'argent  | Trentapassi Vertical Race                                | 3,5 km   | 7 mai 2017        | 39 min 38 s |
| 3e  | Médaille de bronze | Santa Caterina Vertical Kilometer                        | 2,9 km   | 16 juin 2017      | 35 min 40 s |
| 1re | Médaille d'or      | Dolomites Vertical Kilometer                             | 2,4 km   | 21 juillet 2017   | 32 min 43 s |
| 2e  | Médaille d'argent  | Championnats d'Europe de skyrunning - Kilomètre vertical | 3,08 km  | 13 octobre 2017   | 38 min 13 s |
| 2e  | Médaille d'argent  | Trentapassi Vertical Race                                | 3,5 km   | 6 mai 2018        | 41 min 17 s |
| 1re | Médaille d'or      | Vertical Nasego                                          | 4,2 km   | 12 mai 2018       | 36 min 14 s |
| 1re | Médaille d'or      | This Is Vertical Race                                    | 1,8 km   | 30 septembre 2018 | 34 min 22 s |
| 2e  | Médaille d'argent  | Vertical Grèste de la Mughéra                            | 3,08 km  | 18 octobre 2019   | 38 min 25 s |
| 3e  | Médaille de bronze | Vertical Nasego                                          | 4,2 km   | 3 octobre 2020    | 37 min 1 s  |